# Fabe (Cameroun)
Ne doit pas être confondu avec Fabe.
Fabe est un village du Cameroun situé dans le département du Ndian et la Région du Sud-Ouest. Il fait partie de la commune de Mundemba.

## Population
La localité comptait 94 habitants en 1953, 174 en 1968-1969, 111 en 1972, principalement des Bima du groupe Oroko.
Lors du recensement de 2005, la localité comptait 208 habitants.